# Plesina asiatica
Plesina asiatica là một loài ruồi trong họ Tachinidae.